# Wieringerwerf
Wieringerwerf is een dorp in de polder Wieringermeer in de gemeente Hollands Kroon in de provincie Noord-Holland.

## Geschiedenis
In 1931 werd begonnen met de bouw van het dorp, een jaar nadat de polder was drooggelegd. In het kader van een werkgelegenheidsproject dat werd gefinancierd door de Staat, die ook eigenaar was van de poldergrond, kwamen inwoners vanuit het hele land naar de Wieringermeer om de handen uit de mouwen te steken. In korte tijd verrezen er woningen, winkels, kerken en scholen in Wieringerwerf. Ook werd een terp nabij het dorp gebouwd, waar men tijdens een eventuele dijkdoorbraak heen kan vluchten. Op 1 juli 1941 werd Wieringermeer een zelfstandige gemeente. De eerste bewoners van het polderland schonken uit erkentelijkheid op 29 september van hetzelfde jaar een gedenkteken aan de Directie van de Wieringermeer, de instantie verantwoordelijk voor de inrichting en ontwikkeling van de polder. Dit standbeeld, getiteld De Maaier, (gemaakt door de Haarlemse beeldhouwer Theo van Reijn) is te vinden op het Ir. Smedingplein in Wieringerwerf. Het opschrift luidt: "Hier werd een toekomst geboren, bouwt voort."
Op 17 april 1945 werd de dijk door de Duitsers opgeblazen waardoor de polder in twee dagen tijd onder water liep (zie ook inundatie). Het merendeel van de inwoners zocht een veilig heenkomen op het oude land, maar een klein aantal mensen vluchtte de terp op en het domeinenkantoor in. Op 11 december 1945 was de polder weer drooggelegd, waarna Wieringerwerf opnieuw kon worden opgebouwd. Een monument en een wiel kenmerken nog altijd de plaats van de doorbraak. In de volksmond beter bekend als "het gat in de dijk".
In de decennia die volgden op de wederopbouw kende Wieringerwerf vrijwel constant een groeiend inwonertal. Er werden in de loop der jaren verschillende wijken bijgebouwd: Planetenwijk (1960-1970), Schepenwijk (1970-1980), Waddenwijk (1980-1990), Oosterterp I (1990-2000) en Oosterterp II (2000-heden).
Ook nu wordt nog altijd gehoor gegeven aan het opschrift van het standbeeld 'De Maaier' ; nog steeds komen er woningen en bedrijven bij. De ontwikkeling van woonwijk 'De Werf' verkeert in een eindfase, de grond op het nieuwe industrieterrein 'Robbenplaat' is klaar om te worden bebouwd.

## Voorzieningen

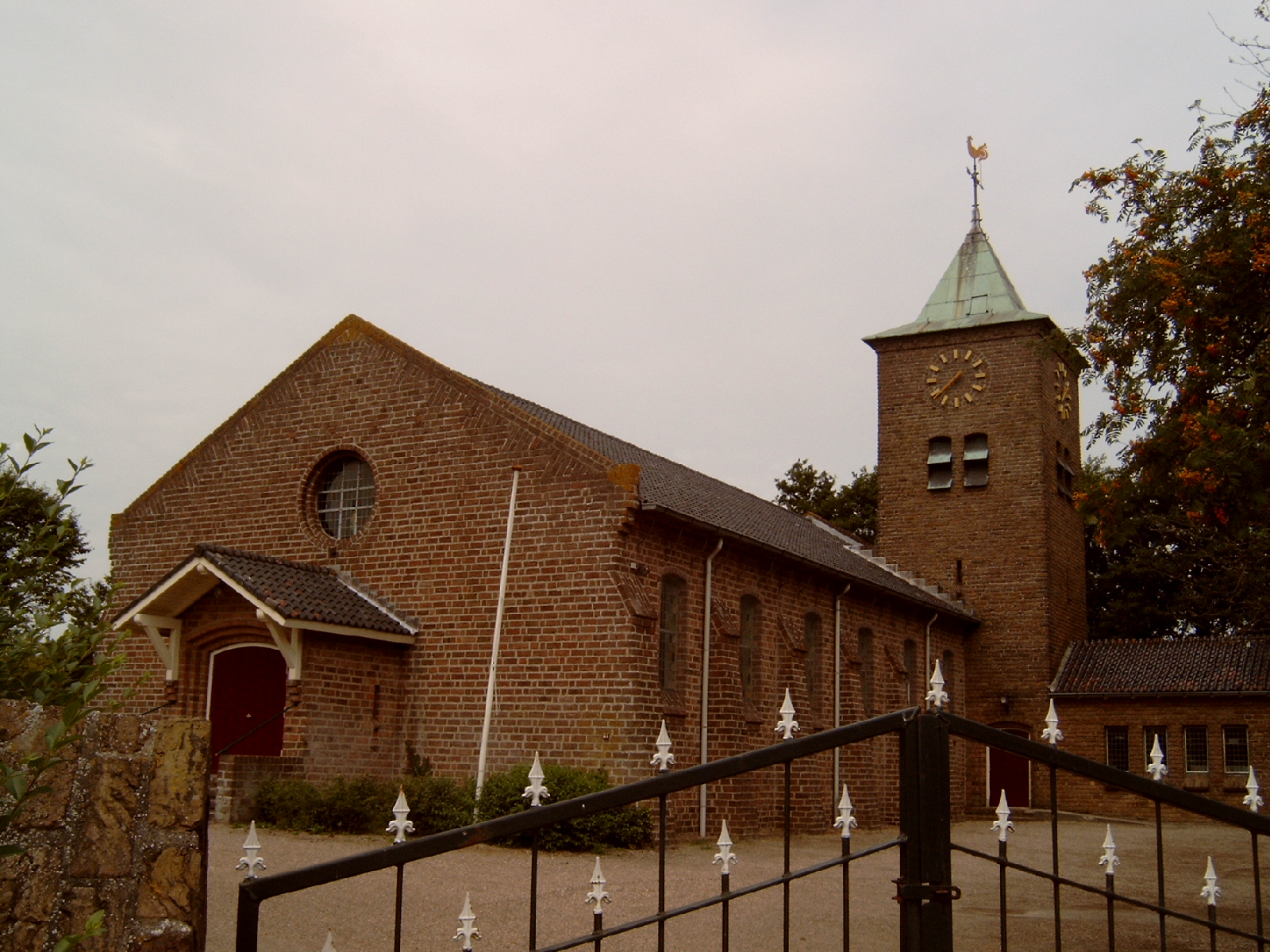
Wieringerwerf, kerk

Tegenwoordig ligt het voorzieningenniveau, zeker in verhouding met het aantal inwoners, behoorlijk hoog. Wieringerwerf vervult een regiofunctie en heeft een flink aantal winkels, waarvan het merendeel is gevestigd in het oude gedeelte van het dorp. Ook bevindt zich in Wieringerwerf een grote scholengemeenschap voor voortgezet onderwijs (vmbo-havo-vwo), die bovendien veel leerlingen trekt uit de diverse omliggende gemeenten. Naast deze scholengemeenschap telt Wieringerwerf vier basisscholen, drie kerkgenootschappen, te weten Katholiek, Protestant en Nederlands Gereformeerd. De eerste twee kerkgenootschappen genieten algemene bekendheid. De leden komen uit Wieringerwerf. Het laatst genoemde kerkgenootschap, met zijn oorsprong in Middenmeer, behoort tot de kleine orthodoxe gereformeerde kerkgenootschappen. Nadat dit kerkgenootschap op verschillende plaatsen in de Wieringermeer is samengekomen kon, na het ontstaan van de Protestantse kerk, het kerkgebouw van de Hervormde gemeente worden overgenomen. De naam van het kerkgebouw aan de Meeuwstraat (zie foto hiernaast) is "Het Kompas". Het is een streekgemeente met leden uit de Wieringermeer en Winkel. Verder is er een sporthal (Zuiderzeehal) met sportterrein (tennis, basketbal, handbal), atletiekveld, een overdekt zwembad (op de terp), meerdere restaurants en een paar cafetaria's en cafés en een jongerencentrum (De Dukdalf). Ook beschikt het dorp over zijn eigen politiebureau, brandweerkazerne en ambulancepost.
In 2013 is het voormalige Gemeentehuis door inzet van vrijwilligers omgebouwd tot sociaal-cultureel centrum De Cultuurschuur, hierin bevindt zich ook een kleine bibliotheek.

## Industrie
Wieringerwerf heeft vier bedrijventerreinen: Wieringerwerf-Zuid, Schelphorst, De Stek en Robbenplaat. Dankzij de ligging aan de snelweg A7 en de lage grondprijs is het voor bedrijven aantrekkelijk om zich in Wieringerwerf te vestigen. Er zijn enkele grotere industriebedrijven gevestigd. In Wieringerwerf worden o.a. cleanroom- en laboratoriumapparatuur, en verpakkingsmateriaal gefabriceerd.

## Evenementen
Tweemaal per jaar wordt er een kermis gehouden, waarvan de kermis in augustus de grootste is. Deze duurt een weekend en wordt in de Brinkstraat bij de horeca van Wieringerwerf gehouden.
Een aantal keer per jaar wordt een nachtmarkt gehouden.
Een ander evenement is 'Wieringerwerf op Wielen', dat ieder jaar op de zondag na de TT van Assen plaatsvindt. Hierbij worden door en voor liefhebbers vele bijzondere motoren en auto's tentoongesteld in de winkelstraten. Aan de start van dit evenement is er voor motorrijders een rideout die door de Wieringermeer en West-Friesland gaat, waarna bezitters van klassieke auto's dezelfde route afleggen. Dit alles in samenwerking met de politie die ervoor zorgt dat de deelnemers veilig en zonder hinder van de route kunnen genieten. De rideout trekt altijd veel toeschouwers langs de route.
Ook wordt jaarlijks een wielrentour georganiseerd, De Meertour, waarbij de verschillende etappes worden afgelegd in de polder van de Wieringermeer.
Nieuw in 2009 was het Sounds of the Hill festival, georganiseerd door LaVa-events. Dit eendaagse festival vond plaats op het recreatiegebied achter het zwembad De Terp. De eerste editie was met een bezoekersaantal van 1000 bezoekers voor een redelijk succes. 
Al jarenlang worden er tijdens Bevrijdingsdag en rondom kerst festivals georganiseerd door J.C. de Dukdalf. De festivals, genaamd Freedoms Noise en Bijna Kerst Festival, worden door een groep muziekliefhebbers uit de Wieringermeer en omstreken bezocht.

## Natuur
Enkele kilometers ten noorden van Wieringerwerf bevinden zich twee bossen. Het grootste bos, het Robbenoordbos, strekt zich uit tot aan het begin van de Afsluitdijk, nabij Den Oever. Het is direct na de Tweede Wereldoorlog geplant. Het Dijkgatbos werd daarna geplant op het zand dat achterbleef na de dijkdoorbraak. Het is in verhouding met het Robbenoordbos veel kleiner en ligt iets zuidelijker.

## Sportverenigingen
- Atletiekvereniging Wieringermeer en omstreken
- Dansstudio Dazzling, Wieringerwerf
- Basketbalvereniging Wiringherlant
- Gymnastiekvereniging Advendo
- Handbalvereniging DWOW (samen met v.v. DWOW op 01-09-2010)
- Korfbalvereniging VIDO
- Tennisclub de Maaier
- Voetbalvereniging CV Wieringermeer
- Voetbalvereniging VV DWOW
- Volleybalvereniging Wieringermeer
- Zaalvoetbalvereniging zvv DVO '98

## Geboren in Wieringerwerf
- Jenny Sleurink-Rabbinge (1937), politicus
- Gerard Beemster (1954), dirigent
- Mariëtte Middelbeek (1983), schrijfster